# North Crawley
North Crawley est une paroisse civile et un village du Buckinghamshire, en Angleterre.